# Kielichowiec wonny
Kielichowiec wonny (Calycanthus floridus L.) – gatunek rośliny z rodziny kielichowcowatych (Calycanthaceae Lindl.). Występuje naturalnie w południowo-wschodnich Stanach Zjednoczonych. W Ameryce Północnej z racji zapachu kwiatów często nazywany jest krzewem truskawkowym. Kielichowiec wonny jest uprawiany jako roślina ozdobna. W Polsce znajduje się w kolekcjach wielu ogrodów botanicznych.

## Rozmieszczenie geograficzne
Rośnie naturalnie w południowo-wschodnich Stanach Zjednoczonych – w Luizjanie, Missisipi, Alabamie, na Florydzie, w Georgii, Karolinie Południowej, Karolinie Północnej, Tennessee, Kentucky, Illinois, Ohio, Wirginii, Wirginii Zachodniej, Maryland, Dystrykcie Kolumbii, w stanie Nowy Jork, Pensylwanii, Delaware, New Jersey, Connecticut, Rhode Island oraz Massachusetts, według niektórych źródeł także w stanie Kansas. 

## Morfologia

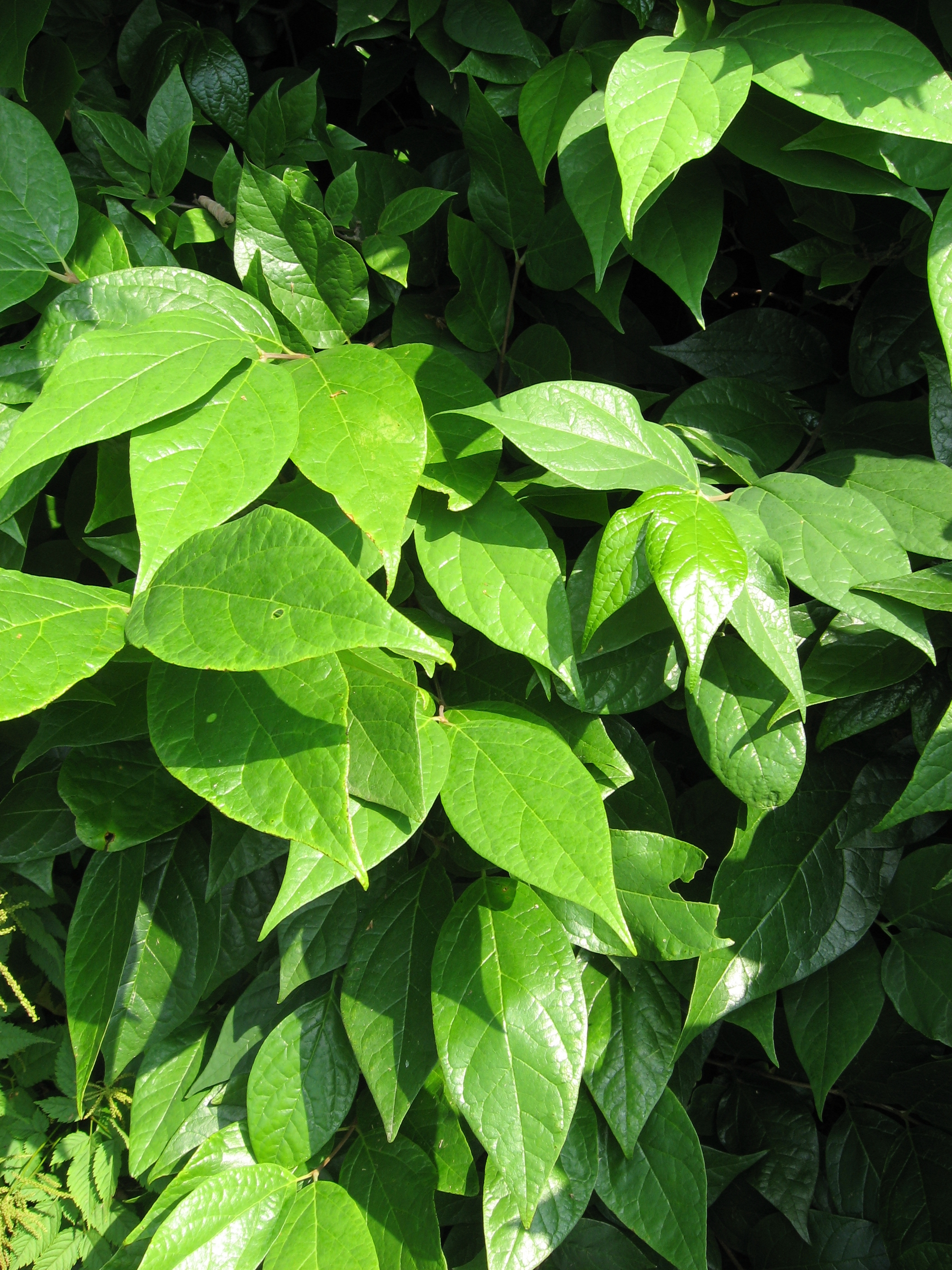
Liście

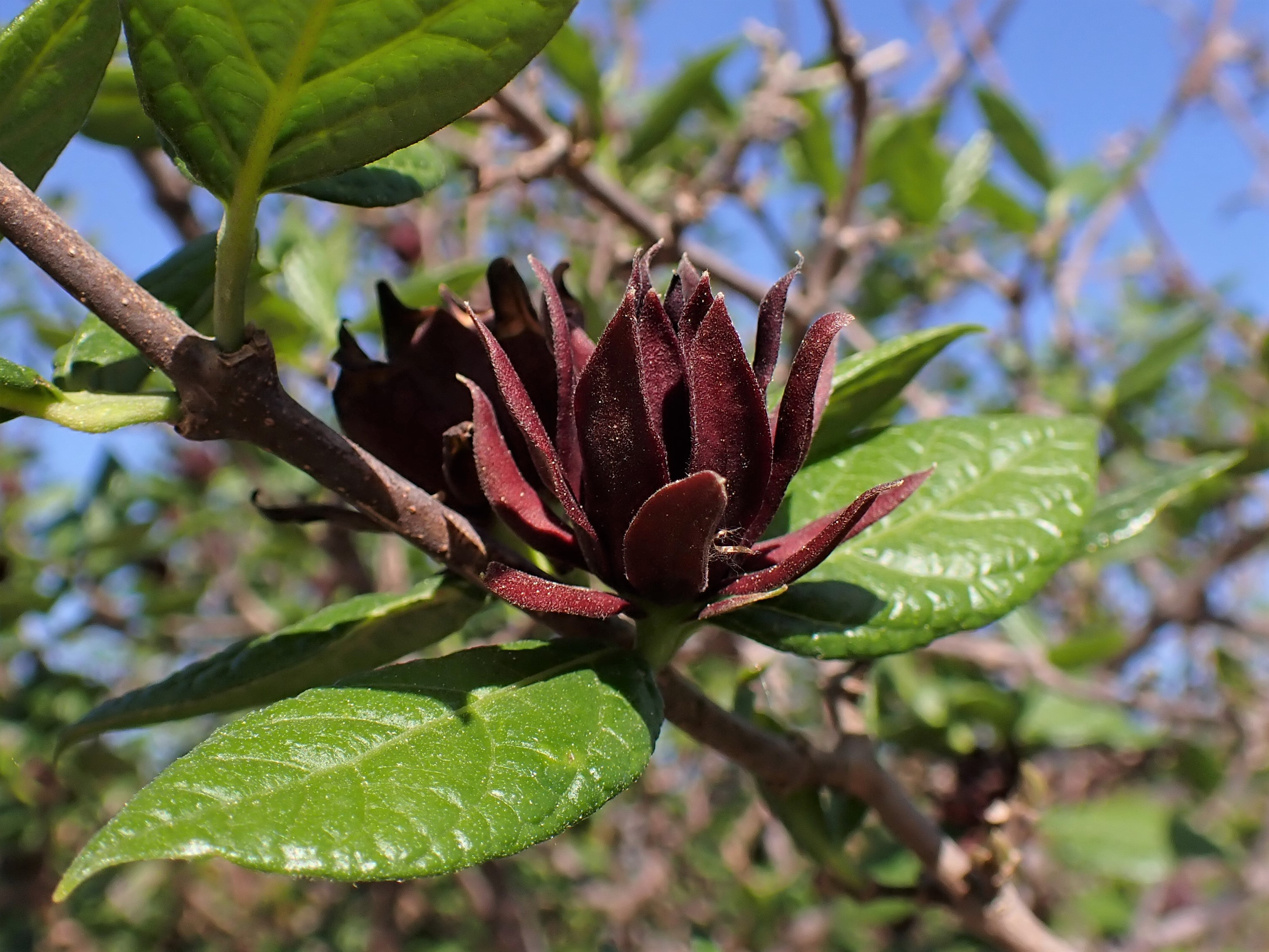
Kwiat

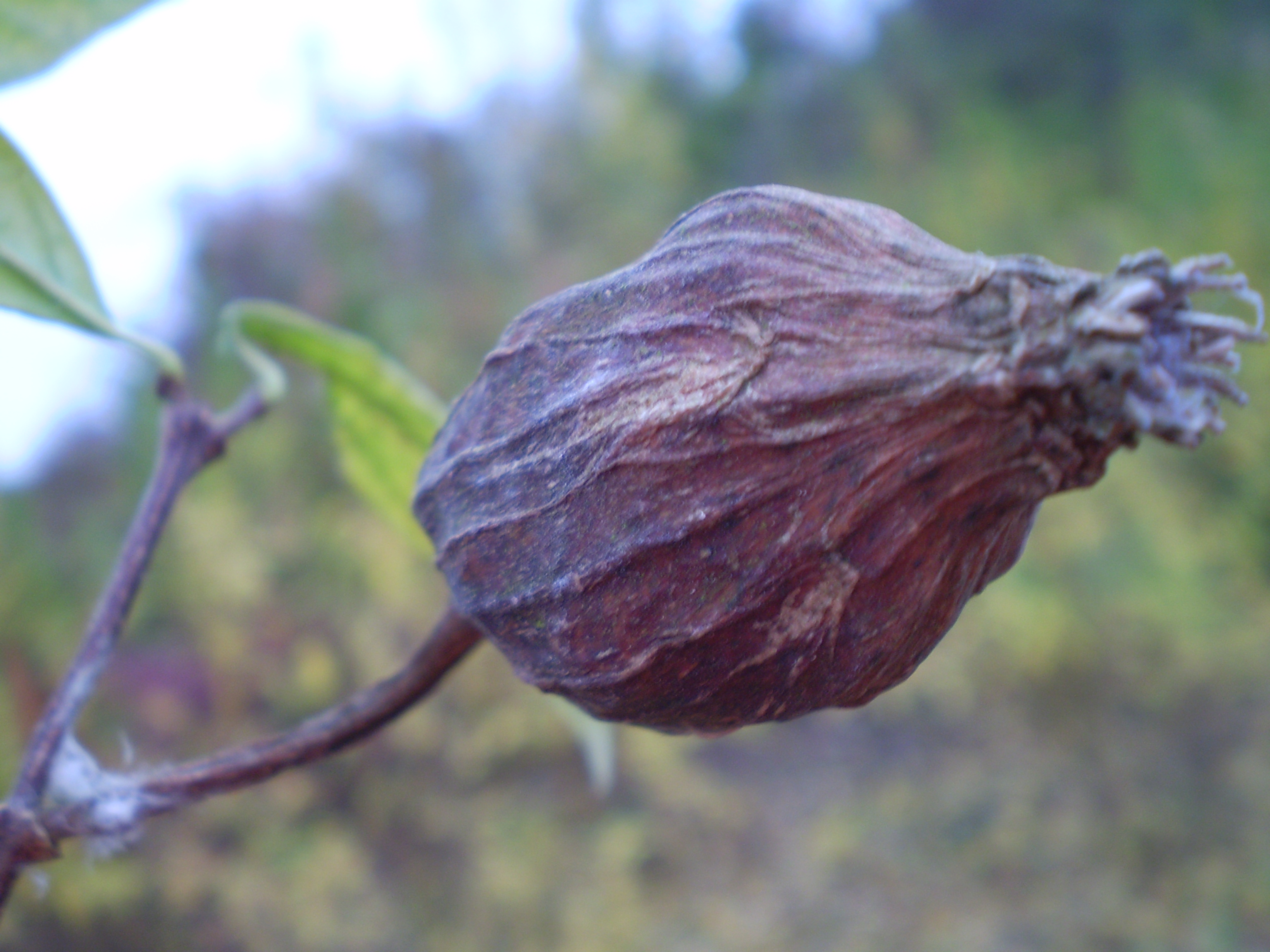
Owoc

PokrójZimozielony lub zrzucający liście krzew dorastający do 1,5–2,5 m wysokości oraz 2 m szerokości. Pokrój jest zaokrąglony, rozłożysty. Kora jest cienka, pachnąca i ma jasnobrązową barwę z plamkami. Gałęzie są powyginane, szaro kutnerowate, przynajmniej za młodu, mają brązową barwę, wydzielają zapach, gdy są złamane. Również pędy (zwłaszcza suche) i korzenie wydzielają aromatyczne olejki eteryczne. Pąki są kulistawe i owłosione, czarniawe, w czasie wegetacji ukryte w ogonkach liściowych.
LiścieNaprzeciwległe, pojedyncze. Mają jajowaty lub eliptyczny kształt. Mierzą do 5–16 cm długości oraz 2–6 cm szerokości. Z wierzchu błyszczące, ciemnozielone, jesienią przebarwiając się na złocisto. Za młodu liście są obustronnie owłosione, z czasem szary i miękki kutner utrzymuje się tylko na spodzie liści. Blaszka liściowa jest całobrzega, o uciętej nasadzie lub zbiegającej po ogonku i ostrym wierzchołku. Ogonek liściowy jest lekko owłosiony i osiąga 3–10 mm długości.
KwiatyObupłciowe, pojedyncze, rozwijają się na szczytach pędów, o średnicy 4–5 cm. Wszystkie części kwiatu są ułożone spiralnie na dnie kwiatowym. Listki okwiatu mają kształt od równowąskiego do podłużnie równowąskiego, mają ciemnoczerwoną barwę (według niektórych źródeł są purpurowe, brunatnoczerwone lub wręcz brązowe), są owłosione, dorastają do 2–4 cm długości oraz 0,3–0,8 cm szerokości. Pręcików jest 10–20, słupki mają równowąski kształt, natomiast owocolistki są podłużne i owłosione. Kwiaty są pachnące.
OwocOwłosione niełupki o podłużnie eliptycznym kształcie, zwężające się ku wierzchołkowi, o długości 6–7 cm. Utrzymują się na drzewie przez zimę. Początkowo są zielone, lecz przebarwiają się na jasnobrązowo gdy są dojrzałe, stają się wówczas również nieco zdrewniałe. Zawierają podłużne nasiona o brązowej barwie i długości 6–7 mm.

## Biologia i ekologia

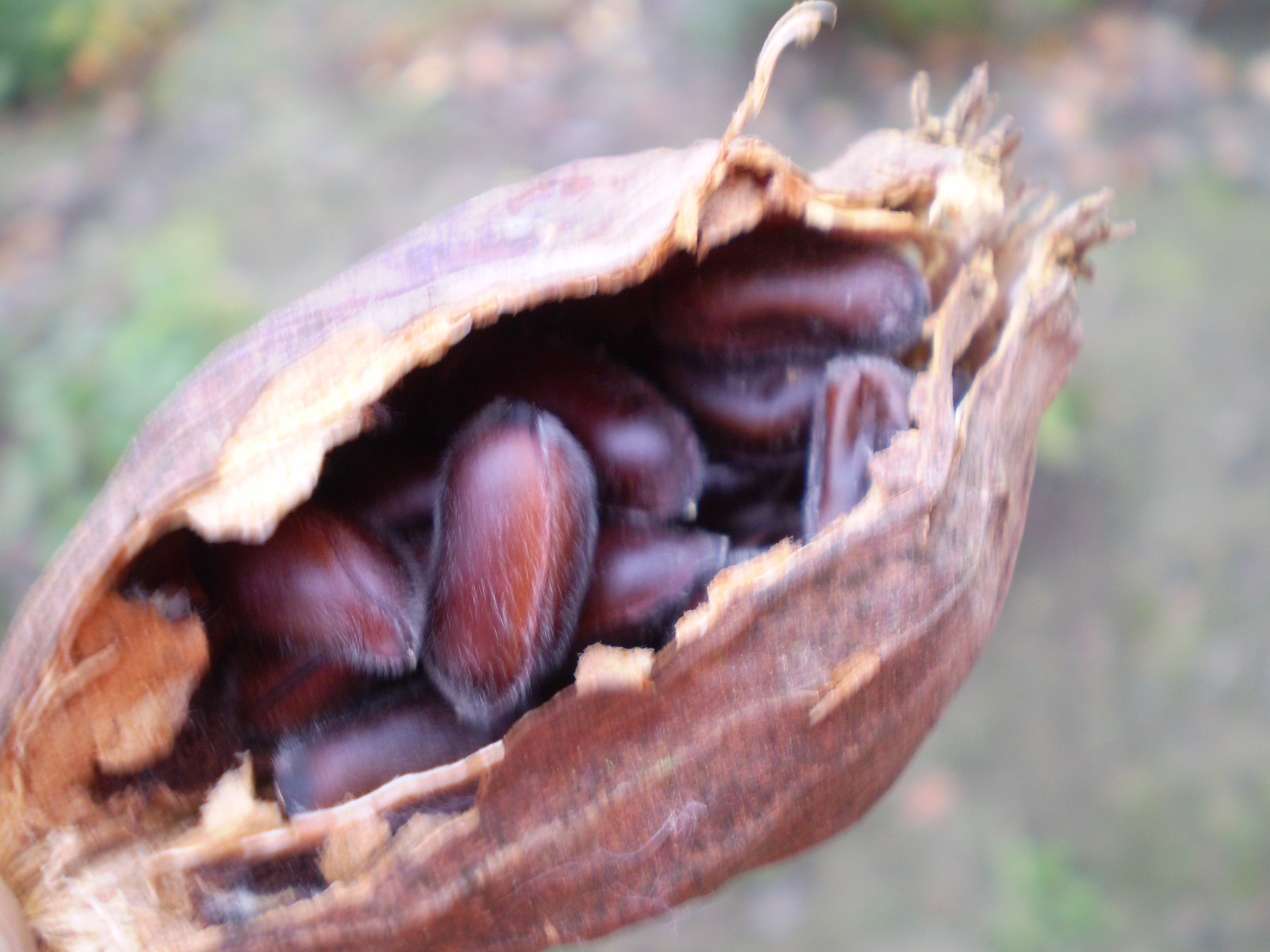
Nasiona gatunku są trujące

Rośnie w lasach mieszanych, lasach liściastych zrzucających liście na zimę oraz na brzegach rzek. Występuje na wysokości do 1800 m n.p.m. Kwitnie około miesiąca na przełomie czerwca i lipca (pierwsze kwiaty mogą pojawiać się już w maju, a najpóźniejsze nawet we wrześniu). Kwiaty są zapylane przez chrząszcze. Ich zapach jest podobny do aromatu truskawek, a według niektórych źródeł zapach bardziej przypomina woń dojrzałych jabłek, bananów, ananasów, wina, kamfory i goździków. Ta różna interpretacja jest wynikiem zmienności woni kwiatów i jej intensywności, różnej w zależności od odmiany czy okazu. Zapach jest najsilniej wyczuwalny wieczorem, w ciepłe letnie dni. Aromat wydzielają nie tylko kwiaty, ale także kora, korzenie i liście, szczególnie po ich zgnieceniu. Owoce dojrzewają od sierpnia do września. Roślina charakteryzuje się średnim tempem wzrostu. 
Jest rośliną trującą – nasiona zawierają trujący alkaloid kalikantynę, a liście cyjanowodór. 
Gęsty pokrój zapewnia schronienie wielu gatunkom ptaków i innych małych zwierząt. 

## Zmienność
W obrębie tego gatunku wyróżniono jedną odmianę:
- Calycanthus floridus var. glaucus (Willd.) Torr. & A.Gray (syn. Calycanthus fertilis Walt. 1788) – odm. plenna, kielichowiec plenny – gałązki, ogonek liściowy oraz spodnia powierzchnia blaszki liściowej są nagie lub z rozproszonymi włoskami. Ustalenie odmiany jest bardzo trudne. Zmienność w nasileniu owłosienia jest powszechna, w związku z czym określenie odmiany nie zawsze jest to możliwe[13]. Inną cechą diagnostyczną ma być brak zapachu lub słaby zapach tak kwiatów jak i pędów. Wyróżnia się także silnym owocowaniem[10].

W uprawie znajduje się kilka odmian ozdobnych formy typowej: 'Ovatus' i odmiana o liściach czerwonych od spodu – 'Purpureus' oraz odmiany plennej: 'Nanus' (krzew do 1 m wysokości z liśćmi zielonymi od spodu), 'Purpureus' (liście fioletowoczerwone od spodu).

## Nazewnictwo
Łacińska nazwa rodzajowa Calycanthus pochodzi od greckich słów „kalyx” (oznacza „kielich”) oraz „anthos” (czyli „kwiat”). Epitet gatunkowy „floridus” odnosi się do Florydy – stanu, w którym występuje naturalnie. W Ameryce Północnej z racji zapachu kwiatów często nazywany jest krzewem truskawkowym. 

## Zastosowania
Roślina ozdobnaGatunek jest uprawiany jako roślina ozdobna w ogrodach przydomowych i parkach. W Polsce znajduje się w kolekcjach wielu ogrodów botanicznych. Introdukowany został do Europy w 1726, najpierw do Wielkiej Brytanii. W Polsce od początku XIX wieku. Wysuszone kwiaty, liście, gałązki i kora mogą być wykorzystane w potpourri
Roślina leczniczaCzirokezi z kory wytwarzali napar, który służył w leczeniu pokrzywki lub jako krople do oczu, aby zapobiegać utracie wzroku. Korzenie używane były jako lekarstwo na problemy z drogami moczowymi, a także silny środek wymiotny.
Roślina przyprawowaWysuszona aromatyczna kora wykorzystywana jest jako przyprawa – substytut cynamonu.
Roślina kosmetycznaKwiaty służyły do produkcji perfum.
Inne zastosowaniaRoślina zawiera alkaloid, który ma silnie działanie hamujące pracę serca. Czirokezi używali nasion tego gatunku, aby truć wilki. Ponieważ liście zawierają niewielkie ilości kamfory – można je stosować jako środek odstraszający owady.

## Uprawa
Może rosnąć na przeciętnej ogrodowej glebie – odpowiednio żyznej, dobrze przepuszczalnej i umiarkowanie wilgotnej. Najlepiej rośnie na stanowiskach w pełnym nasłonecznieniu lub półcieniu, w miejscach osłoniętych przed wiatrem. Jest gatunkiem tolerancyjnym ze względu na odczyn gleby. Ponadto jest mrozoodporny – występuje od 5 do 10 strefy mrozoodporności (według niektórych źródeł tylko w strefach 6b do 7b), wytrzymuje spadki temperatury do –26 °C. W Polsce środkowej i wschodniej młode pędy mogą przemarzać. Wiosną należy przycinać krzew, aby nadać mu zwarty pokrój. Jest bardzo odporny na wszelkie choroby i szkodniki. 